# Tiền khai hoa

Sơ đồ các loại tiền khai hoa. B: tiền khai ngũ điểm; C-D: tiền khai lợp, E: tiền khai vặn; F-G: tiền khai van

Tiền khai hoa (tiếng Anh: aestivation, estivation hoặc (ít dùng) praefoliation, prefoliation) là sự sắp xếp vị trí của các thành phần của bao hoa (đơn hoặc kép) trong một nụ hoa. Tiền khai thường dùng cho hoa, nhưng đôi khi cũng dùng cho lá (tiếng Anh: vernation): sự sắp xếp của lá trong một chồi.
Tiền khai hoa có thể là một dấu hiệu phân loại quan trọng; ví dụ, đài hoa của họ Cẩm quỳ có tiền khai van, ngoại trừ các chi Fremontodendron và Chiranthodendron, đôi khi chúng bị đặt nhầm vị trí phân loại.

## Các dạng tiền khai hoa
Các thuật ngữ mô tả tiền khai hoa cũng giống như các thuật ngữ mô tả sự phát sinh của lá. Phân loại tiền khai hoa thường gồm bảy loại chính sau:
- tiền khai xoắn ốc: thành phần bao hoa nhỏ, nhiều, phủ hoặc không phủ lên nhau, xếp xoắn ốc từ trong ra ngoài trên đế hoa, khi hoa nở từng cánh mở từ ngoài vào trong. Thường gặp ở các họ thực vật còn nguyên thủy như mộc lan hay sen, súng.
- tiền khai van (tiếng Anh: valvate, còn gọi là tiền khai liên mảnh, liền mảnh): mép của đài hoa hoặc tràng hoa liền kề chạm hoặc không chạm vào nhau nhưng không phủ lên nhau.
- tiền khai vặn (tiếng Anh: contorted): các cánh của bao hoa có mép phủ lên cánh bên cạnh và bị cánh bên cạnh còn lại phủ lên. Chiều vặn có thể thuận hoặc ngược chiều kim đồng hồ.
- tiền khai lợp (tiếng Anh: có hai trạng thái lợp là twisted hoặc cochleate): thường gặp ở hoa mẫu 5. Trong 5 cánh của bao hoa có 1 cánh nằm ngoài hai cánh bên cạnh và 1 cánh khác nằm trong hai cánh bên cạnh, 3 cánh còn lại có dạng như tiền khai vặn. Trật tự của 2 cánh lợp thay đổi tùy loài cây.
- tiền khai ngũ điểm (tiếng Anh: quincuncial, còn gọi là tiền khai năm điểm hoặc tiền khai nanh sấu): thường gặp ở hoa mẫu 5. Trong 5 cánh của bao hoa có 2 cánh nằm bên ngoài hai cánh bên cạnh, 2 cánh nằm bên trong hai cánh bên cạnh, cánh thứ năm nằm bên ngoài một bên và bên trong bên còn lại.
- tiền khai cờ (tiếng Anh: vexillary, còn gọi là tiền khai bướm): là một loại tiền khai hoa đặc biệt thường gặp ở phân họ Đậu (Faboideae). Trong kiểu tiền khai hoa này, 1 cánh hoa lớn nhất (standard petal) gọi là cánh cờ phủ lên 2 cánh hoa nhỏ hơn được gọi là cánh bên, 2 cánh bên lại phủ lên hai cánh còn lại. 2 cánh còn lại này thường dính nhau thành dạng lòng máng hay hình lườn, gọi là cánh thìa. Trong tiền khai cờ thì cánh cờ lớn hơn cánh thìa.
- tiền khai thìa (còn gọi là tiền khai lườn): là một loại tiền khai hoa đặc biệt thường gặp ở phân họ Vang (Caesalpinioideae). Hình thái bao hoa tương tự như ở tiền khai cờ, tuy nhiên vị trí cánh cờ nhỏ nhất và bị 2 cánh bên phủ lên, 2 cánh bên lại bị 2 cánh thìa phủ lên. Trong tiền khai thìa thì cánh thìa lớn hơn cánh cờ.

## Ví dụ thực tế

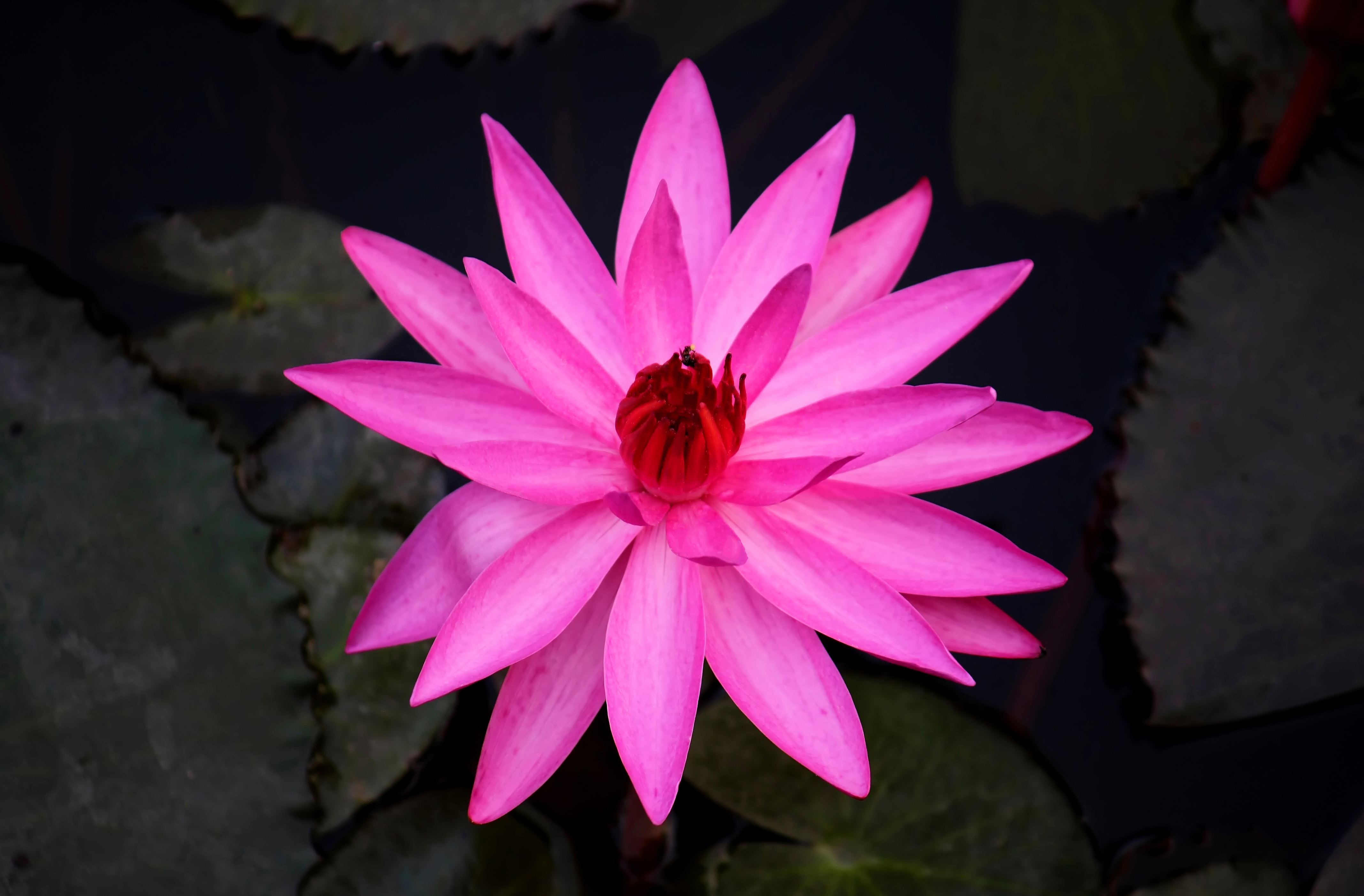
Tràng hoa súng Nymphaea nouchali có tiền khai xoắn ốc
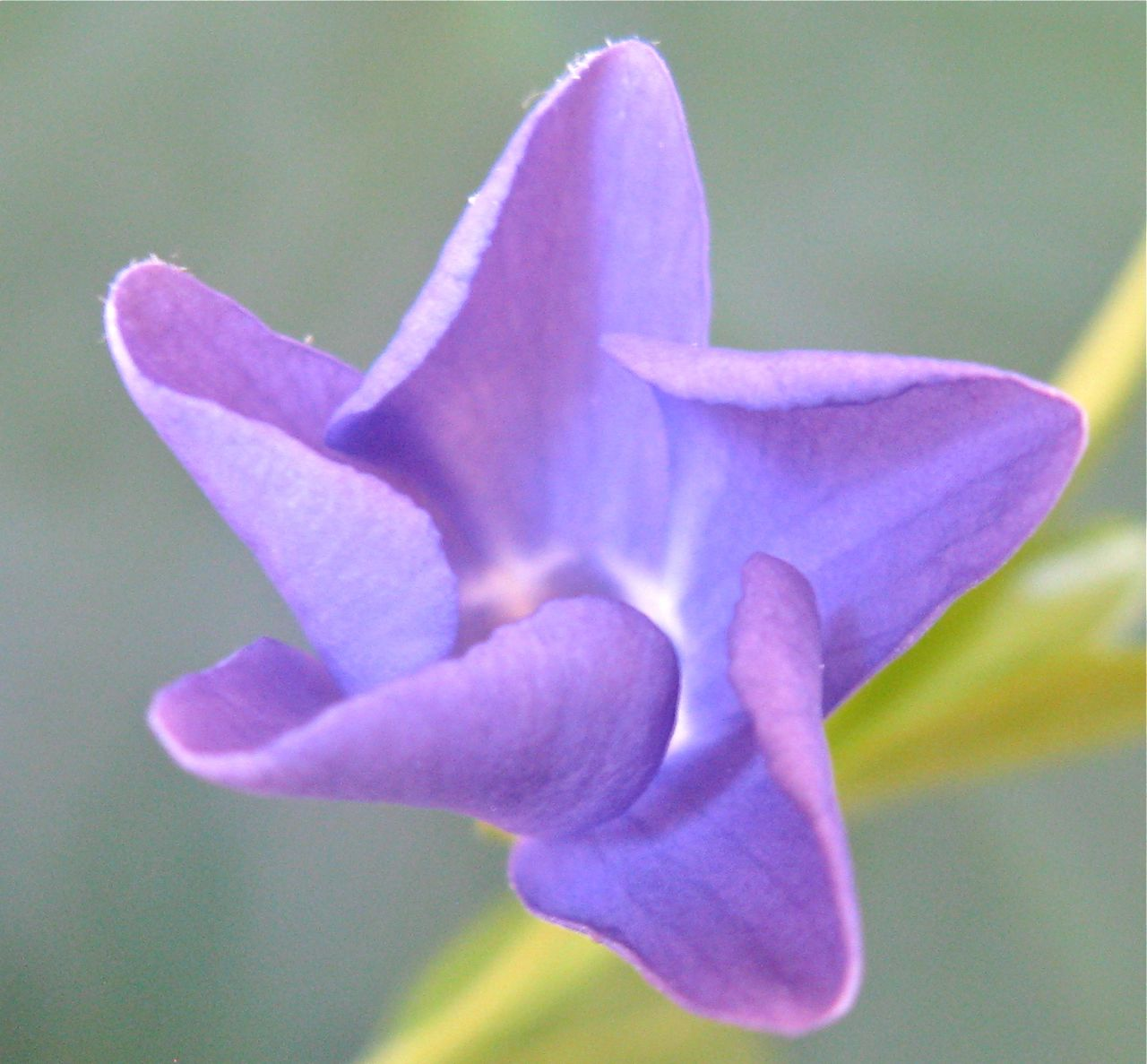
Tràng hoa Vinca minor có tiền khai vặn
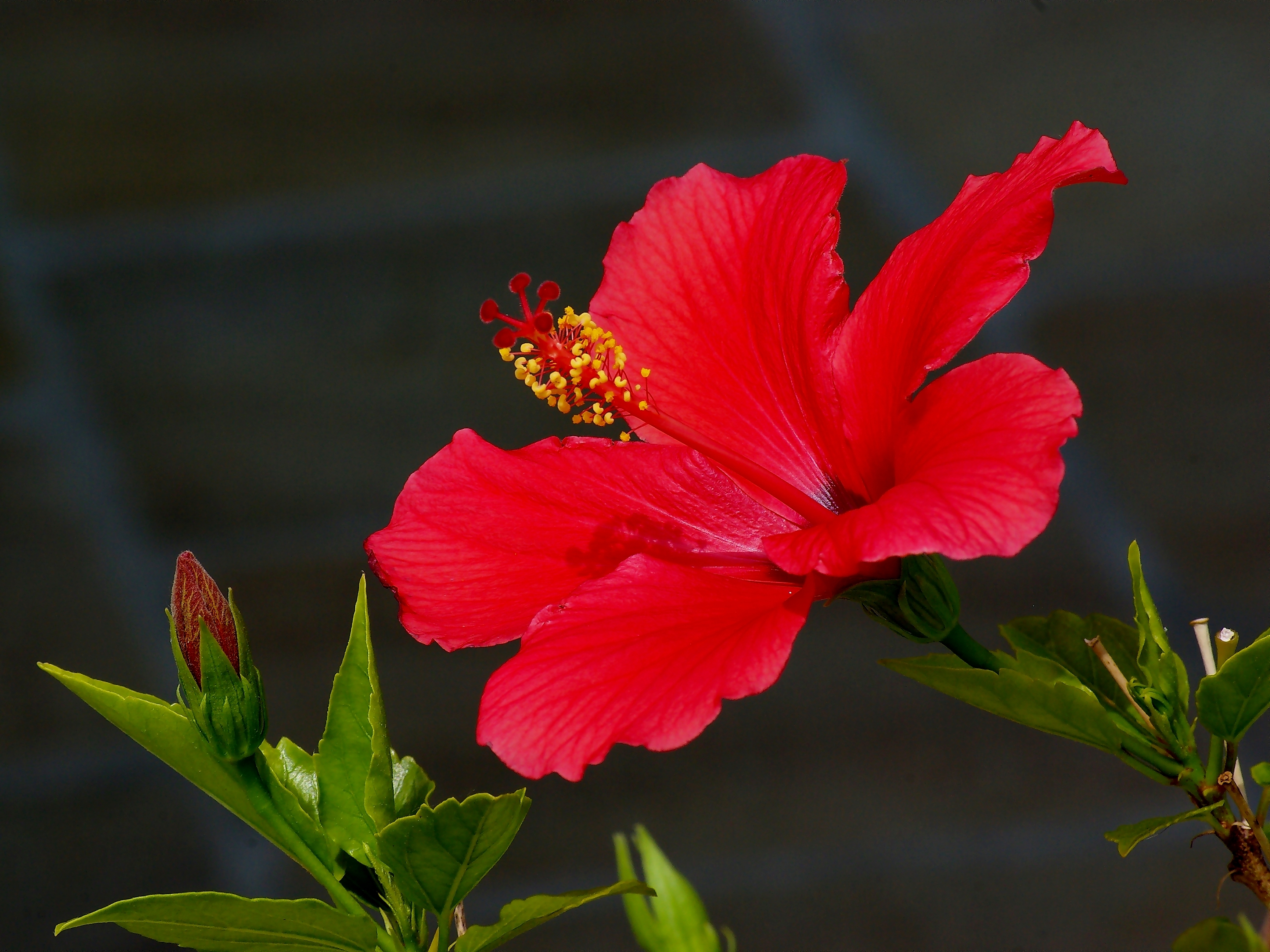
Đài hoa dâm bụt Hibiscus rosa-sinensis có tiền khai van nhưng tràng hoa có tiền khai vặn
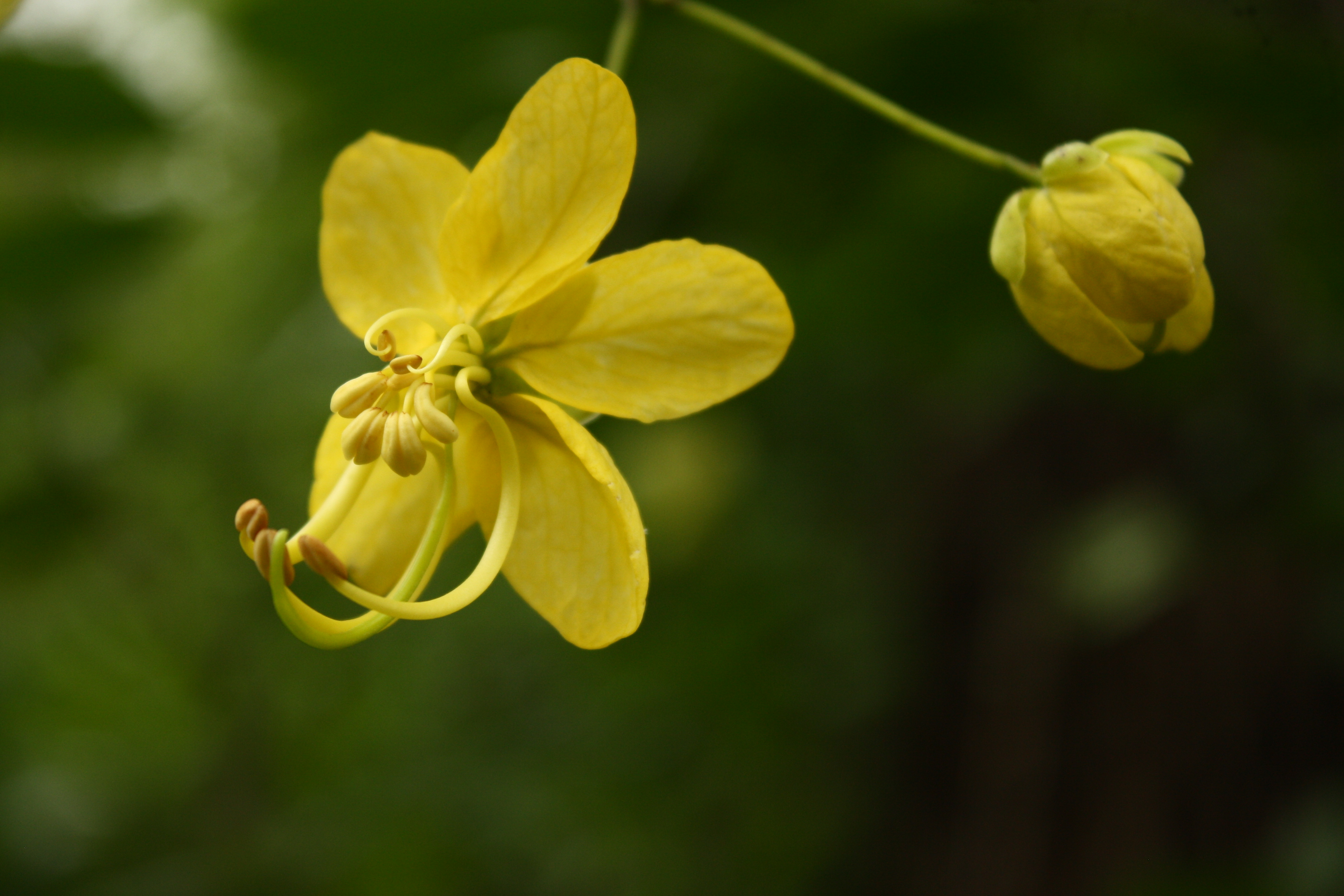
Đài hoa muồng hoàng yến Cassia fistula có tiền khai ngũ điểm nhưng tràng hoa có tiền khai cờ
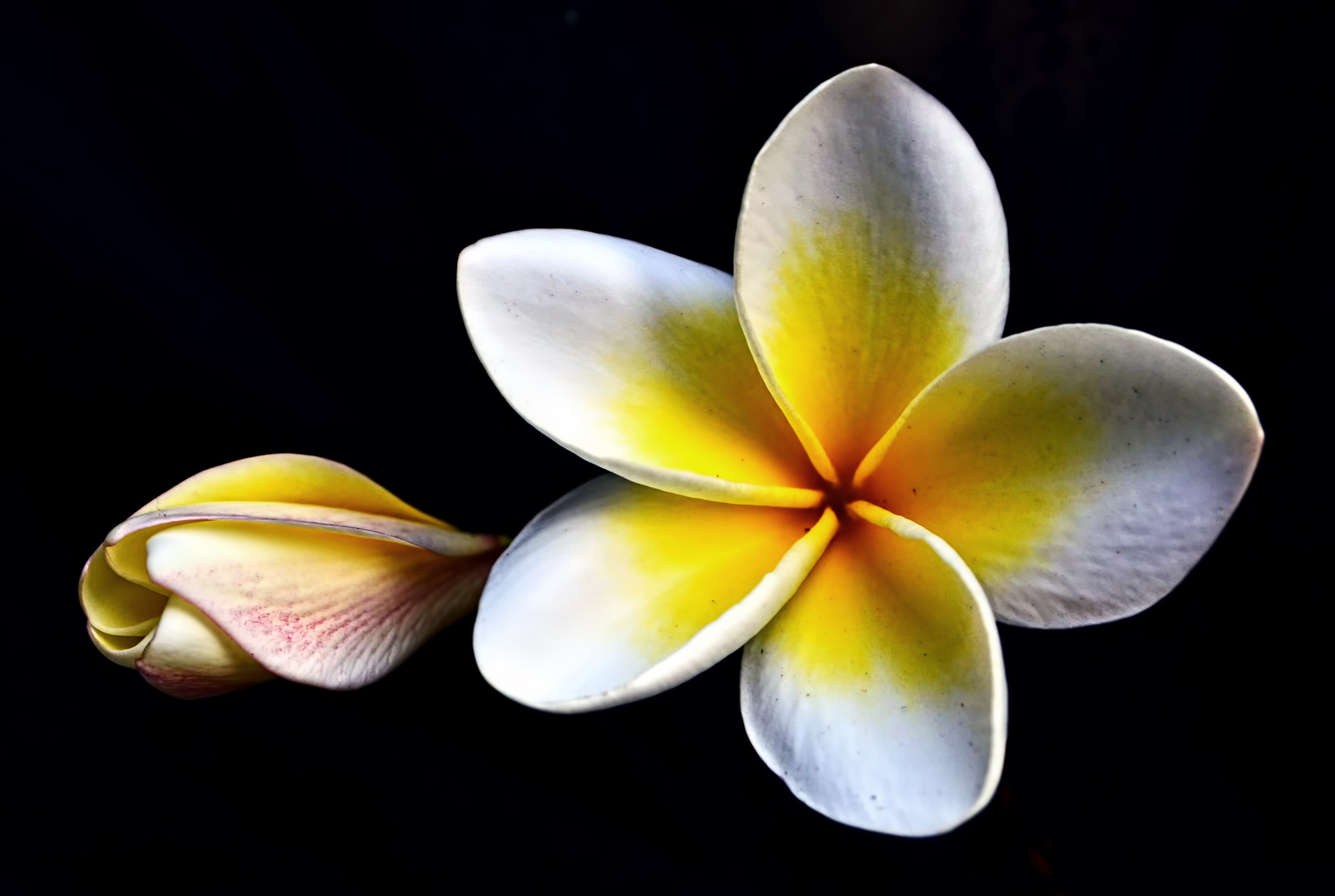
Ở hoa sứ Plummeria rubra, đài có tiền khai ngũ điểm còn tràng có tiền khai vặn
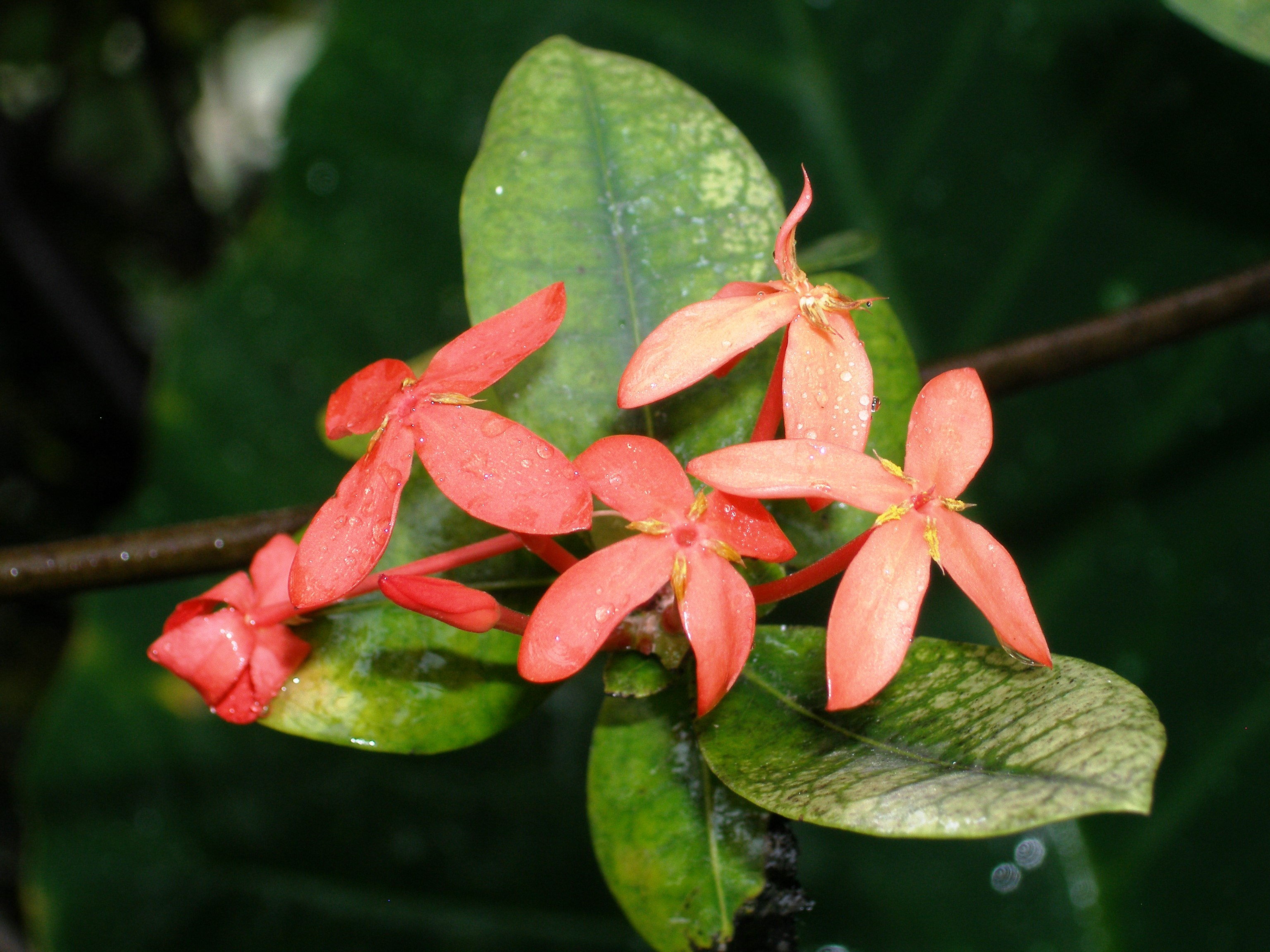
Hoa trang Ixora coccinea có tiền khai đài là van, tiền khai tràng là vặn